# Park So-dam
Park So-dam (* 8. September 1991) ist eine südkoreanische Schauspielerin.

## Leben
Nach Beendigung der Highschool sprach Park bei 19 Auditions innerhalb eines Monats vor. Da sie bei vielen nicht erfolgreich war, hatte sie schon Bedenken, ob Schauspielern überhaupt das Richtige für sie sei. Sie begann ihre Karriere im Theater und in Independent-Filmen. Durch die Horrorfilme Das Internat: Zum Schweigen verurteilt und The Priests wurde sie 2015 sehr bekannt.
2019 spielte sie eine der Hauptrollen in dem oscarprämierten Film Parasite von Bong Joon-ho. Kurz darauf folgte die Hauptrolle in Zhang Lu Arthouse-Film Fukuoka.
Im Dezember 2021 wurde bei ihr eine Schilddrüsenkrebserkrankung diagnostiziert.

## Filmografie

### Filme
- 2013: No More No Less (더도 말고 덜도 말고 Deodo Malgo Deoldo Malgo, Kurzfilm)
- 2013: Steel Cold Winter (소녀 Sonyeo)
- 2013: Most Ordinary Existence (가장 보통의 존재, Kurzfilm)
- 2013: INGtoogi: The Battle of Surpluses (잉투기 Ingtugi)
- 2013: Sahyeonggeukjang (사형극장, Kurzfilm)
- 2014: The Legacy (이쁜 것들이 되어라 Ippeun Geotdeul-i Doeeora)
- 2014: One on One (일대일 Il Dae Il)
- 2014: Scarlet Innocence (마담 뺑덕 Madam Ppaengdeok)
- 2014: Ready Action Cheongchun (레디액션 청춘)
- 2014: Sanguiwon (상의원)
- 2014: Suji (수지, Kurzfilm)
- 2014: Gori (고리, Kurzfilm)
- 2015: KBS Drama Special – Bulgeun Dal (드라마 스페셜 – 붉은달)
- 2015: C’est si bon (쎄시봉)
- 2015: Das Internat: Zum Schweigen verurteilt (경성학교: 사라진 소녀들 Gyeongseong Hakgyo: Sarajin Sonyeo-deul)
- 2015: Veteran (베테랑)
- 2015: The Throne (사도 Sado)
- 2015: The Priests (검은 사제들 Geomeun Saje-deul)
- 2015: Baempaieo-neun Uri Yeopjip-e Sanda (뱀파이어는 우리 옆집에 산다, Kurzfilm)
- 2015: Blue Monday-ui Yeoja (블루먼데이의 여자, Kurzfilm)
- 2016: Snow Paths (설행 눈길을 걷다 Seolhaeng Nungil-eul Geotda)
- 2017: Man of Will (대장 김창수 Daejang Kim Chang-su)
- 2018: Ode to the Goose (군산: 거위를 노래하다)
- 2018: Lee Nan-young
- 2019: Parasite (기생충 Gisaengchung)
- 2019: Fukuoka
- 2022: Special Delivery

### Fernsehserien
- 2015: Cheoeumiraseo (처음이라서, On Style)
- 2016: Beautiful Mind (뷰티풀 마인드)
- 2016: Cinderella and the Four Knights (신데렐라와 네 명의 기사 Cinderella-wa Ne Myeong-ui Gisa)
- 2020: Record of youth
- 2023: Spiel des Todes (이재, 곧 죽습니다, Death’s Game)

## Auszeichnungen
2015
- 16th Women in Film Korea Awards: Beste neue Schauspielerin für The Priests (Geomeun Saje-deul)
- Busan Film Critics Award: Beste neue Schauspielerin für The Silenced (Gyeongseong Hakgyo: Sarajin Sonyeo-deul)
- The Korea Film Actors Association Award: Popularitätspreis für The Priests (Geomeun Saje-deul)

2016
- Korea Film Reporters Association Award: Beste neue Schauspielerin für The Priests (Geomeun Saje-deul)
- Max Movie Award: Beste neue Schauspielerin für The Priests (Geomeun Saje-deul)
- Chunsa Film Art Award: Beste neue Schauspielerin für The Priests (Geomeun Saje-deul)